# Luboš Pelánek
Luboš Pelánek, né le 21 juillet 1981 à Třebíč, est un coureur cycliste tchèque.

## Palmarès
- 2002
  - 2e du Grand Prix Bradlo